# Sinodillo schmalfussi
Sinodillo schmalfussi är en kräftdjursart som beskrevs av Kae Kyoung Kwon och Stefano Taiti 1993. Sinodillo schmalfussi ingår i släktet Sinodillo och familjen Armadillidae. Inga underarter finns listade i Catalogue of Life.